# Breviario (tipografía)
Breviario es un grado tipográfico que equivale a unos 9 puntos Didot. Está entre los grados de Glosilla o Miñona y Entredós (que es mayor).
El nombre procede de que este cuerpo era el que se usaba para imprimir los breviarios (véase), libros religiosos corrientes hasta el siglo XX.